# اتاق‌لار
اتاق‌لار (ترکی آذربایجانی: Otaxlar) یک منطقهٔ مسکونی در جمهوری آرتساخ است که در استان شاهومیان واقع شده‌است.